# Le Mari de la doctoresse
Le Mari de la doctoresse è un cortometraggio muto del 1907. Il nome del regista non viene riportato nei credit del film, una comica interpretata da Max Linder.

## Produzione
Il film fu prodotto dalla Pathé Frères.

## Distribuzione
Distribuito dalla Pathé Frères, il film - un cortometraggio di 185 metri - uscì a Lione il 15 novembre 1907. La Pathé lo distribuì anche negli Stati Uniti, dove venne importato e presentato il 18 gennaio 1908 con il titolo inglese Lady Doctor's Husband e in Austria, dove venne presentato a Vienna il 19 gennaio con il titolo tedesco (che venne usato anche in Germania) Der Gatte der Frau Doktor.